# ذا رينج (مجلة)
ذا رينغ (بالإنجليزية: The Ring)‏ هي مجلة أمريكية تهتم برياضة الملاكمة. صدر العدد الأول منها في 1922. تصدر باللغة الإنجليزية، وتعد إرثاً رياضياً وثقافياً وأرشيفاً كبيراً يتجاوز المئة عام من التأثير في عالم الملاكمة.
في نوفمبر 2024 باعت شركة «غولدن بوي بروموتشنز» المجلة إلى تركي آل الشيخ مقابل 10 ملايين دولار.

## تاريخ المجلة
- عايشت المجلة العصر الذهبي للملاكمة من العشرينيات إلى الخمسينيات من القرن العشرين، والتي شهدت صعود أسماء مثل جاك ديمبسي وجو لويس.
- في عام 1924، أطلقت المجلة تصنيفاتها الرسمية للملاكمين، والتي أصبحت معيارًا عالميًا لتقييم الأداء وتحديد أفضل الملاكمين في مختلف الفئات، وهي التصنيفات التي ما زالت تحتفظ بمصداقيتها حتى اليوم.
- في عام 2007، شهدت المجلة نقلة عندما استحوذت عليها شركة «غولدن بوي بروموشنز» المملوكة للملاكم أوسكار دي لا هويا، حيث ساهم  الاستحواذ في تحديث المجلة وإعادة إحيائها، مع التركيز على التحول الرقمي لتوسيع قاعدتها الجماهيرية عالميًا.[4]
- في عام 2025م انضم مايك كوبنجر، الصحفي المتخصص في تغطية رياضة الملاكمة، إلى مجلة ذا رينج بصفته خبيرًا رئيسيًا في المجال.[6]

## الغلاف
منذ انطلاقها ظهر عدة ملاكمين على غلاف المجلة أمثال أندرو جولوتا، سلفادور سانشيز، جاك دمبسي، ماكس شميلينج، توماس هيارنس، فلويد مايويذر جونيور، إيفاندر هوليفيلد، مايك تايسون، شوغر راي ليونارد، مارفيلوس مارفين هاغلر، لاري هولمز، شوجار ري روبنسون، جو لويس، ويلفريدو غوميز، ويلفريد بينيتيز، ألكسيس أرغيو، روبرتو دوران، روي جونز جونيور، ويلي بيب ومحمد علي كلاي.

## محتوى المجلة
تُقدّم المجلة تغطيات شاملة لعالم الملاكمة، وتحليلات دقيقة للمباريات، كما تسلط الضوء على حياة الملاكمين وقصصهم الإنسانية، وقد أطلق عليها عشاق الرياضة لقب «إنجيل الملاكمة»؛ لدورها الرائد في تعريف الجمهور برياضة الملاكمة.